# محمد عبد الستار عثمان
محمد عبد الستار عثمان، 27 سبتمبر 1951م نائب رئيس جامعة سوهاج الأسبق وأستاذ العمارة الإسلامية.

## الجوائز
- جائزة الدولة في التفوق في العلوم الاجتماعية «الآثار»، يونيو 2010، المجلس الأعلى للثقافة، الإضافات العلمية المتميزة في تخصص العلوم الاجتماعية «آثار»
- أفضل كتاب مترجم في معرض الكويت الحادي والثلاثين للكتاب لسنة 2006م، مارس 2007، مؤسسة التقدم العلمي بدولة الكويت، ترجمة بحثين في كتاب «تاريخ الكتابة من التعبير التصويرى إلى الوسائط العلمية المتعددة» نشر بمكتبة الإسكندرية
- جائزة التأليف في تاريخ المدن الإسلامية، يناير 2000م، منظمة المدن والعواصم الإسلامية، تأليف كناب «المدن الإسلامية»
- جائزة التخطيط المعمارى للمدن، يناير 2000م، منظمة المدن والعواصم الإسلامية، تأليف كتاب سدوس عمارتها التقليدية «جائزة التخطيط المعماري».

## الدرجات العلمية
- دكتوراه عن رسالة «نظرية الوظيفية في العمائر الدينية المملوكية بمدينة القاهرة»، يناير 1980 بمرتبة الشرف الأولى وتوصية بطبع الرسالة وتبادلها بين الجامعات الأخرى، تخصص عام: آثار، تخصص دقيق: عمارة إسلامية، جامعة أسيوط، كلية الآداب، قسم عمارة إسلامية
- ماجستيرعن رسالة «الأعمال المعمارية للسلطان الأشرف برسباي بمدينة القاهرة»، فبراير 1977، تخصص عام آثار، تخصص دقيق آثار إسلامية،

جامعة القاهرة، كلية الآثار، قسم الآثار الإسلامية
- ليسانس، يوليو 1973 بتقدير جيد جداً، تخصص عام آثار، تخصص دقيق آثار إسلامية، جامعة القاهرة، كلية الآداب، قسم آثار إسلامية

## الأعمال
المؤلفات
- المدينة الإسلامية، سلسلة عالم المعرفة، الكويت، أغسطس 1988م.[1]
- الجامع الأقمر: دراسات آثارية معمارية، مكتبة الوفاء الدولية، الإسكندرية
- دراسات في العمارة التقليدية في المنطقة العربية، 2011م، تصميم الغلاف الفنان وليد محمد عبد الستار

المترجمات
عنوان المترجم باللغة العربية: الكتابة على هوامش المخطوطات العربية بحث لـ جاكلين سوبليه في كتاب تارخ الكتابة من التعبير التصويرى إلى الوسائط الإعلامية المتعددة
عنوان المترجم باللغة الإنجليزية: Writing On the Margins of Arabic Manuscripts By JACQUELINE SUBLET
عدد المشاركين في المترجم: 1
اسم جهة الترجمة: مكتبة الإسكندرية
تاريخ النشر: يناير 2005
عدد الصفحات: 6
لغة المترجم الأصلية: الإنجليزية
اللغة المترجم إليها: العربية
جهة مراجعة الترجمة: مراجعون مكلفون بمعرفة مكتبة الإسكندرية
عنوان المترجم باللغة العربية: الكتابة العربية بحث اـ فرانسوا ديروش في كتاب تاريخ الكتابة بين التعبير التصويرى إلى الوسائط الإعلامية المتعددة
عنوان المترجم باللغة الإنجليزية: Arabic Script By FRANCIIS DEROCHE
عدد المشاركين في المترجم: 1
اسم جهة الترجمة: مكتبة الإسكندرية
تاريخ النشر: يناير 2005
عدد الصفحات: 10
لغة المترجم الأصلية: الإنجليزية
اللغة المترجم إليها: العربية
جهة مراجعة الترجمة: مراجعون مكلفون بمعرفة مكتبة الإسكندرية
المراجعة
- معجم المصطلحات الفنية والأثرية باللغات (العربية، الإنجليزية، الفرنسية) تأليف د/ محمد السيد ود/ حلمى عزيز - نشر دار لونجمان سنة 1992م.[2]

- مراجعة ترجمة كتاب «جغرافية مصر في العصر القبطى لاميلنيو» والذي ترجم تحت عنوان معجم البلاد والماكن المصرية في العصر المسيحى، نرجمة حلمى عزيز، وتضمن المراجعة تعليقات كبيرة للمراجع منها ما هو للتوضيح ومنها ما هو للتصحيح ومنها ما هو للإضافة.

التحقيق
- شذور العقود في ذكر النقود للمقريزى، نشر دار المعارف سنة 1990م.
- الكوكب السيار إلى قبور الأبرار لعلى بن جوهر السكرى، نشر دار المعرفة الجامعية سنة 1992م.

التحرير
- المشاركة في إعداد عدد تذكارى من مجلة المنهج، ممثلاً قسم الآثار والمتاحف - جامعة الملك سعود.
- رئيس لجنة تحرير الكتاب التذكارى الصادر عن مجلة كلية الاداب بسوهاج - جامعة جنوب الوادى في جزأين والمهدى إلى ذكرى السيد الكتور محمد السيد غيطاس، نشر دار الوفاء لدنيا النشر والطباعة، الإسكندرية.
- رئيس لجنة تحرير الكتاب التذكارى المهدى إلى الأستاذ عبد الرحمن عبد التواب والصادر من مجلة كلية الآداب - جامعة سوهاج سنة 2007م في أربعة كتب:
- دراسات وبحوث في الآثار والحضارة الإسلامية: العمارة (جزآن).
- دراسات وبحوث في الآثار والحضارة الإسلامية - الفنون.
- دراسات وبحوث في الآثار والحضارة الإسلامية - الأبحاث التذكارية. نشر بدار الوفاء لدنيا النشر والطبع - الإسكندرية - سنة 2007م.